# Колверде
Колвѐрде (на италиански: Colverde; на ломбардски: Culveert, Кулвеерт) е община в Северна Италия, провинция Комо, регион Ломбардия. Административен център е село Паре (на италиански: Parè), което е разположено е на 412 m надморска височина. Населението на общината е 5381 души (към 2017 г.).
Общината е създадена в 4 февруари 2014 г. Тя се състои от трите предшествуващи общини Джиронико, Дрецо и Паре, които сега са най-важните центрове на общината.